# 1926 في الولايات المتحدة
فيما يلي قوائم الأحداث التي وقعت خلال عام 1926 في الولايات المتحدة.

## سياسة

### تعيين في المنصب
- 1 يناير – جيمي ووكر عمدة مدينة نيويورك.
- 1 فبراير – هاري فلود بيرد حاكم فرجينيا [الإنجليزية]‏.

### انتهاء فترة المنصب
- 1 يناير – روبرت تافت عضو مجلس نواب أوهايو.

## ظهور
- 1 يناير – ماكنزي
- 1 يناير – نداء كثولو قصة قصيرة من تأليف هوارد فيليبس لافكرافت.
- 1 أبريل – قصص مذهلة

## أفلام
من الأفلام التي صدرت هذه السنة في الولايات المتحدة:
- 1 يناير – الجنرال من إخراج Clyde Bruckman [الإنجليزية]‏، باستر كيتون.
- 1 يناير – باتلينج باتلر من إخراج باستر كيتون.

## كتب
من الكتب التي صدرت هذه السنة في الولايات المتحدة:
- 1 يناير – أغنى رجل في بابل من تأليف جورج صامويل كلاسون.
- 1 يناير – الرجل من الخارج من تأليف هوارد فيليبس لافكرافت.
- 1 يناير – سيول الربيع من تأليف إرنست همينغوي.
- 1 يناير – مكان نظيف جيد الإضاءة من تأليف إرنست همينغوي.
- 22 أكتوبر – ثم تشرق الشمس من تأليف إرنست همينغوي.

## مواليد

### يناير
- 1 يناير – زلمان بيرنشتاين رجل أعمال من الولايات المتحدة الأمريكية.
- 2 يناير – هوارد كين ممثل أمريكي.
- 6 يناير – بات فلاهيرتي
- 6 يناير – دوين كلوه
- 9 يناير – جيمس مونتغمري بيجز
- 10 يناير – هارلي رتليدج فيزيائي أمريكي.
- 12 يناير – راي برايس مغني أمريكي.
- 14 يناير – فرانك أليتر
- 16 يناير – هاري باش
- 17 يناير – دوني فورمان لاعب كرة سلة أمريكي.
- 17 يناير – واين غلاسكو لاعب كرة سلة من الولايات المتحدة الأمريكية.
- 20 يناير – باتريسيا نيل
- 21 يناير – روبرت جوزيف وايت جراح أعصاب من الولايات المتحدة الأمريكية.
- 21 يناير – ستيف ريفز بطل كمال اجسام و ممثل أمريكي.
- 26 يناير – ديك ماكغواير
- 28 يناير – جيمي بريان
- 29 يناير – بوب فالكينبورج لاعب كرة مضرب أمريكي.

### فبراير
- 2 فبراير – ريتشارد ديكسون كوداهي سياسي أمريكي.
- 9 فبراير – ليتيسيا بالدريدج
- 12 فبراير – جو جراجيولا الأب لاعب كرة قاعدة من الولايات المتحدة الأمريكية.
- 18 فبراير – دانتي ديباولو ممثل أمريكي.
- 20 فبراير – ريتشارد ماثيسون
- 20 فبراير – كين أولسن
- 26 فبراير – فيرن جانيه
- 26 فبراير – هنري مولاسون يعاني من اضطراب في الذاكرة.

### مارس
- 1 مارس – بيت روزيل
- 2 مارس – موراي روثبورد
- 6 مارس – آلان جرينسبان سياسي أمريكي.
- 9 مارس – جيري روس
- 11 مارس – توماس ستارزل طبيب أمريكي.
- 12 مارس – آرثر أدير هارتمان دبلوماسي أمريكي.
- 16 مارس – جيري لويس
- 18 مارس – بيتر غرافز
- 19 مارس – بيل هندرسون
- 20 مارس – هارولد روزين مهندس من الولايات المتحدة الأمريكية.
- 22 مارس - والاس بارنز، سياسي أمريكي.
- 23 مارس – نورم ماجر لاعب كرة سلة أمريكي.
- 29 مارس – كارل مينهولد لاعب كرة سلة أمريكي.
- 30 مارس – سيدني تشابلن

### أبريل
- 3 أبريل – غوس غريسوم رائد فضاء أمريكي.
- 5 أبريل – روجر كورمان
- 9 أبريل – جاك نيكولز لاعب كرة سلة أمريكي.
- 9 أبريل – هيو هيفنر ناشر أمريكي إباحي.
- 11 أبريل – ديفيد منكر أبشير دبلوماسي أمريكي.
- 14 أبريل – إديث بيترز
- 19 أبريل – بنجامين روجيرو "ليفتي"
- 28 أبريل – هاربر لي مؤلفة أمريكية.
- 30 أبريل – كلوريس ليتشمان ممثلة أمريكية.

### مايو
- 1 مايو – كينيث دبليو فورد فيزيائي أمريكي.
- 3 مايو – آن برادفورد ديفيس ممثلة أمريكية.
- 7 مايو – فال بيسوجليو
- 8 مايو – دون ريكلز
- 12 مايو – روبرت جيرينجر ممثل أمريكي.
- 18 مايو – جو براون ملاكم من الولايات المتحدة الأمريكية.
- 23 مايو – إلين هيرنانديز
- 25 مايو – بيل شارمان
- 25 مايو – كلود أكينز ممثل أمريكي.
- 26 مايو – مايلز ديفيس

### يونيو
- 1 يونيو – أندي جريفيث
- 1 يونيو – مارلين مونرو ممثلة أمريكية، عارضة ازياء ومغنية.
- 3 يونيو – ألن غينسبرغ شاعر أمريكي.
- 4 يونيو – روبرت إيرل هيوز لاعب سيرك من الولايات المتحدة الأمريكية.
- 5 يونيو – بيتر جورج بيترسون سياسي أمريكي.
- 9 يونيو – منى فريمان ممثلة أمريكية.
- 11 يونيو – روبرت إلسوورث سياسي أمريكي.
- 18 يونيو – آلن سانديغ عالم فلك من الولايات المتحدة الأمريكية.
- 18 يونيو – فيليب كروسبي
- 22 يونيو – آرثر روزنفيلد فيزيائي أمريكي.
- 24 يونيو – باربارا سكوفيلد لاعبة كرة مضرب أمريكية.
- 28 يونيو – روبرت ليدلي عالم وظائف أعضاء من الولايات المتحدة الأمريكية.
- 28 يونيو – ميل بروكس
- 29 يونيو – بوب لافوي
- 30 يونيو – بول برغ

### يوليو
- 1 يوليو – روبرت فوغل
- 1 يوليو – فرناندو كورباتو
- 4 يوليو – ماري ستيوارت ممثلة أمريكية.
- 9 يوليو – بن روي موتيلسون
- 10 يوليو – فريد جوين
- 11 يوليو – توني لافلي لاعب كرة سلة أمريكي.
- 14 يوليو – هاري دين ستانتون
- 14 يوليو – والاس جونز
- 16 يوليو – إروين روز
- 16 يوليو – تومي أوكيف
- 16 يوليو – ستانلي كليمنتس ممثل أمريكي.
- 16 يوليو – ميل بايتون لاعب كرة سلة أمريكي.
- 18 يوليو – روبرت فنك ثيولوجي من الولايات المتحدة الأمريكية.
- 21 يوليو – بول بورك
- 22 يوليو – جيرالد إي براون
- 24 يوليو – لو شوارتز
- 25 يوليو – راي سولومونوف
- 26 يوليو – جيمس بيست
- 31 يوليو – هيلاري بوتنام فيلسوف أمريكي.

### أغسطس
- 3 أغسطس – توني بينيت مغني أمريكي.
- 3 أغسطس – جوردون سكوت
- 4 أغسطس – جورج ايرفينغ بيل فيزيائي أمريكي.
- 7 أغسطس – جون أوتو مارش، الابن سياسي أمريكي.
- 8 أغسطس – ريتشارد أندرسون
- 11 أغسطس – تشارلز كوبر ممثل أمريكي.
- 12 أغسطس – جون ديريك
- 18 أغسطس – جون فينيغان ممثل أمريكي.
- 23 أغسطس – كليفورد جيرتز

### سبتمبر
- 1 سبتمبر – فرانك موريس مجرم من الولايات المتحدة الأمريكية.
- 9 سبتمبر – تشارلز دنكان الابن
- 10 سبتمبر – هاري دونوفان لاعب كرة سلة من الولايات المتحدة الأمريكية.
- 13 سبتمبر – سيدني دريل فيزيائي أمريكي.
- 14 سبتمبر – جون فرانسيس كورتسيكه
- 17 سبتمبر – بيل بلاك موسيقي أمريكي.
- 18 سبتمبر – كينزي أندرسون فيزيائي من الولايات المتحدة الأمريكية.
- 19 سبتمبر – جيمس ليبتون
- 21 سبتمبر – دونالد جلاسر
- 23 سبتمبر – إد ناظر عالم فلك أمريكي.
- 23 سبتمبر – إيرل روز
- 23 سبتمبر – جون كولترين
- 24 سبتمبر – جو مكنامي لاعب كرة سلة أمريكي.
- 29 سبتمبر – تشاك كوبر لاعب كرة سلة من الولايات المتحدة الأمريكية.

### أكتوبر
- 7 أكتوبر – أليكس جروزا
- 8 أكتوبر – لويزا هاي كاتب أمريكي.
- 11 أكتوبر – بوب دونهام لاعب كرة سلة من الولايات المتحدة الأمريكية.
- 16 أكتوبر – تشارلز دولان رجل أعمال من الولايات المتحدة الأمريكية.
- 17 أكتوبر – جولي أدامز
- 18 أكتوبر – تشاك بيري
- 20 أكتوبر – دان بيبين لاعب كرة سلة من الولايات المتحدة الأمريكية.
- 24 أكتوبر – جون ت نونان، الابن
- 26 أكتوبر – بوب بيكر ملاكم من الولايات المتحدة الأمريكية.
- 26 أكتوبر – ديك ديكي لاعب كرة سلة أمريكي.
- 27 أكتوبر – هاري روبنز هالدمان سياسي أمريكي.
- 30 أكتوبر – وليام كامبل ممثل أمريكي.

### نوفمبر
- 1 نوفمبر – بيتسي بالمر
- 2 نوفمبر – ماير سكوغ
- 4 نوفمبر – لورنس روزنتال ملحن أمريكي.
- 6 نوفمبر – زيج زيجلار
- 8 نوفمبر – درلين هوفمان
- 11 نوفمبر – ماريان دياموند
- 13 نوفمبر – دون غوردون ممثل أمريكي.
- 19 نوفمبر – جين كيركباتريك
- 22 نوفمبر – جين بيرس لاعب كرة سلة أمريكي.
- 25 نوفمبر – جيفري هنتر
- 25 نوفمبر – كلير فيجن ممرضة من الولايات المتحدة الأمريكية.
- 30 نوفمبر – ريتشارد كرينا

### ديسمبر
- 9 ديسمبر – هنري كيندال فيزيائي أمريكي.
- 12 ديسمبر – موراي وير لاعب كرة سلة أمريكي.
- 17 ديسمبر – كلوفيس مقصود
- 23 ديسمبر – روبرت بلاي
- 26 ديسمبر – ميل مكجاها
- 27 ديسمبر – جيروم كورتلاند

## وفيات

### أبريل
- 1 أبريل – أندريه أندرسون ملاكم من الولايات المتحدة الأمريكية.
- 30 أبريل – بيسي كوليمان (مواليد 1892) طيارة من الولايات المتحدة الأمريكية.

### مايو
- 9 مايو – بنيامين باركر أوديل (مواليد 1854) سياسي أمريكي.

### يونيو
- 14 يونيو – ماري كاسات (مواليد 1844)
- 25 يونيو – تشارلز يوجين فولر (مواليد 1849) سياسي أمريكي.

### يوليو
- 12 يوليو – جون ويكس (مواليد 1860) سياسي أمريكي.
- 23 يوليو – تشارلز أفيري (مواليد 1873)
- 26 يوليو – روبرت تود لينكولن (مواليد 1843) سياسي أمريكي.

### أكتوبر
- 20 أكتوبر – يوجين فيكتور دبس (مواليد 1855) سياسي أمريكي.
- 22 أكتوبر – هاري جريب (مواليد 1894) ملاكم من الولايات المتحدة الأمريكية.
- 28 أكتوبر – وليام هاسي (مواليد 1862) عالم فلك أمريكي.

### نوفمبر
- 10 نوفمبر – بيتر فيليكس (مواليد 1866) ملاكم من الولايات المتحدة الأمريكية.
- 21 نوفمبر – جوزيف ماكينا (مواليد 1843) سياسي أمريكي.
- 26 نوفمبر – جون موسز براونينغ (مواليد 1855) مخترع من الولايات المتحدة الأمريكية.

### ديسمبر
- 6 ديسمبر – جورج ألفرد كارلسون (مواليد 1876) سياسي أمريكي.
- 16 ديسمبر – وليام لارنيد (مواليد 1872) لاعب كرة مضرب من الولايات المتحدة.
- 29 ديسمبر – دومينيك ماكافري (مواليد 1863) ملاكم من الولايات المتحدة الأمريكية.